# Ortvin Sarapu
Ortvin Sarapu (ursprünglich Ortvin Sarapuu, * 22. Januar 1924 in Narva; † 13. April 1999 in Auckland) war ein neuseeländischer Schachspieler estnischer Herkunft.

## Leben
Er erlernte das Schachspiel mit acht Jahren. Sein Vorbild war der ebenfalls aus Narva stammende Paul Keres. 1940 gewann Sarapu in Pärnu die estnische Juniorenmeisterschaft. 1943 gelang es ihm, aus seinem besetzten Heimatland zunächst nach Finnland zu fliehen. Später wurde er in Schweden bis zum Kriegsende interniert. Anschließend gelangte er nach Dänemark und machte sich dort einen Namen als Schachspieler. Daraufhin wurde er 1949 zu einem internationalen Turnier in Oldenburg eingeladen. Dort belegte er den 5. Platz, gewann aber gegen den Turniersieger Efim Bogoljubow. Bei diesem Turnier lernte er den neuseeländischen Meister Robert Graham Wade kennen, der ihm durch ein Empfehlungsschreiben zu einem Visum verhalf.
Ab 1950 lebte Sarapu mit seiner Frau Barbara, geborene Bialonczyk, in Neuseeland und gewann erstmals 1952 die Landesmeisterschaft. Im gleichen Jahr spielte er in Auckland einen Wettkampf gegen Cecil Purdy, der 4:4 bei 2 Remisen endete. 1957 gewann Sarapu auch die Meisterschaft von Australien.
1966 erhielt er vom Weltschachbund FIDE den Titel eines Internationalen Meisters und qualifizierte sich für das Interzonenturnier in Sousse 1967, bei dem er allerdings mit nur 4 Punkten aus 22 Runden auf dem vorletzten Platz landete.
Im Laufe seiner Schachkarriere wurde er 20 Mal Landesmeister, was einen Weltrekord bedeutet. Er nahm mit Neuseeland an den Schacholympiaden 1970, 1972, 1974, 1978, 1980, 1982, 1984, 1986, 1988 und 1992 sowie der asiatischen Mannschaftsmeisterschaft 1977 teil.
Sarapus beste Elo-Zahl betrug 2360 im Juli 1990, vor Einführung der Elo-Zahlen erreichte er seine beste historische Elo-Zahl von 2577 im September 1950.